# Kanócbarát pajzán története
A Kanócbarát pajzán története (hagyományos kínai: 燈草和尚; egyszerűsített kínai: 灯草和尚; pinjin (pinyin) hangsúlyjelekkel: Dēngcǎo héshàng; magyar népszerű átírás: Teng-cao ho-sang a 17–18. század fordulóján íródott, fantasztikus elemekkel kevert, tizenkét fejezetes kínai erotikus regény, melynek szerzője ismeretlen.

## Címváltozatai
A Kanócbarát pajzán története (teljes kínai címénː Teng-hua ho-sang csuan (Denghua heshang chuan) 燈草和尚傳 / 灯草和尚传) olyan címeken is ismert, mintː A szerzetes sorstörténete (Ho-sang jüan (Heshang yuan) 和尚緣 / 和尚缘), vagy A kanóc-álom teljes története (Teng-hua meng csüan csuan (Denghua meng quan chuan) 燈花夢全傳 / 灯花梦全传).

## Szerzősége, keletkezése
Egy kései előszó alapján a tizenkét fejezetes regény szerzőjének a hagyomány a mongol-kori költőt és színműírót, Kao Ming (Gao Ming)et 高明 (más néven: Kao Cö-cseng (Gao Zecheng) 高則誠 / 高则诚; 1305–1370) tartja, akinek nevét az egyetlen fennmaradt műve, A lant története (Pi-pa csi (Pipa ji) 琵琶記 / 琵琶记) okán jegyzi a kínai irodalomtörténet. Ugyanebből az előszóból tudható, hogy a művet a Ming-korban újraszerkesztették. Jól lehet, a regény több, mandzsu-kori erotikus regényre is hatással volt, a modern irodalomtörténeti és filológiai vizsgálatok szerint legkorábban csak valamikor a 17–18. század fordulója körül íródhatott. Így teljes bizonyossággal kizárható, hogy a szerzője a mongol-kori Kao Ming (Gao Ming) lenne, jelenleg ismeretlen szerző műveként tartják számon.

## Magyarul
A regény magyarul Tokaji Zsolt fordításában olvasható a 2019-ben megjelent, öt kínai erotikus kisregényt tartalmazó Pajzán történet című gyűjteményben.
- Pajzán történet. Kínai erotikus kisregények; ford., jegyz., tan. Tokaji Zsolt; Szenzár, Bp., 2019